# Mexiko i olympiska sommarspelen 1960
Mexiko deltog med 69 deltagare vid de olympiska sommarspelen 1960 i Rom. Totalt vann de en bronsmedalj.

## Medalj

### Brons
- Juan Botella - Simhopp.